# 易洛魁 (南达科他州)
易洛魁（英語：Iroquois）是美国南达科他州下属的一座城市。根据2010年美国人口普查，该市有人口267人。论人口在本州排行第162。